# Kraichbach
Der Kraichbach (oberhalb von Flehingen die Kraich, auch die Kraichbach) ist ein gut 55 Kilometer langer Fluss im nordwestlichen Baden-Württemberg, der am Westrand des Strombergs entsteht, nordwestlich durch den Kraichgau und die Oberrheinische Tiefebene zieht und im Hauptlauf dann bei Ketsch im Rhein-Neckar-Kreis von rechts in den Rhein mündet.

## Name
Kraichbach wird gedeutet als „gewundener Bach“; Kraich leitet sich ab von germanischen Wörtern, die Biegungen, Buchten, Krümmungen oder Windungen bezeichnen.

## Geographie

### Verlauf
Der Kraichbach entspringt auf dem Hauptquellast südlich des Hauptorts der Gemeinde Sternenfels im Enzkreis in den westlichen Randhöhen des Strombergs.
Ein Quellstein steht etwas weiter nördlich an der Grundschule von Sternenfels im Kraichweg in der Mulde eines kürzeren rechten Quellbachs, der im Rückhaltebecken Trinkwaldsee bald zuläuft. Der Kraichbach durchfließt nach weiteren wenigen hundert Metern den Kraichsee.
Anschließend durchläuft er im Kraichgau im Landkreis Karlsruhe den Hauptort und den Ortsteil Flehingen der Gemeinde Oberderdingen, die Stadtteile Gochsheim, Münzesheim, Oberöwisheim und Unteröwisheim der Stadt Kraichtal. Die Altstadt von Gochsheim liegt in Spornlage innerhalb eines Mäanders des Kraichbachs. Ab Gochsheim folgt die Kraichtalbahn dem Fluss.
Im Ortsteil Ubstadt der Gemeinde Ubstadt-Weiher tritt der Kraichbach in die Oberrheinische Tiefebene ein, in der er teilweise zwischen Dämmen läuft, lange von Nebengräben begleitet ist, auch Abzweigungen hat und in mehr oder weniger Abstand noch im Landkreis Karlsruhe nacheinander vorbeizieht an Weiher, Stettfeld (beide Gemeinde Ubstadt-Weiher), Bad Langenbrücken, Bad Mingolsheim (beide Gemeinde Bad Schönborn) und Kronau. Danach wechselt er in den Rhein-Neckar-Kreis, läuft durch den Ortsteil St. Leon der Gemeinde St. Leon-Rot, passiert Reilingen und durchquert dann Hockenheim.
Westlich von Ketsch mündet der Kraichbach schließlich von rechts und gegenüber der dortigen Insel in den Altrhein.

### Besonderheiten der Oberrheinischen Tiefebene
In der Oberrheinischen Tiefebene nutzt der Kraichbach anfangs eine langreichende Senke an deren Ostrand, die häufig als Kinzig-Murg-Rinne bezeichnet wird. In Höhe von Mingolsheim spaltet sich die Rinne in zwei Arme auf. Der eine Arm setzt sich bis Leimen nach Norden fort und knickt dann nach Westen ab. Er wird ab Wiesloch vom Nachbargewässer des Kraichbachs, dem Leimbach, durchflossen.

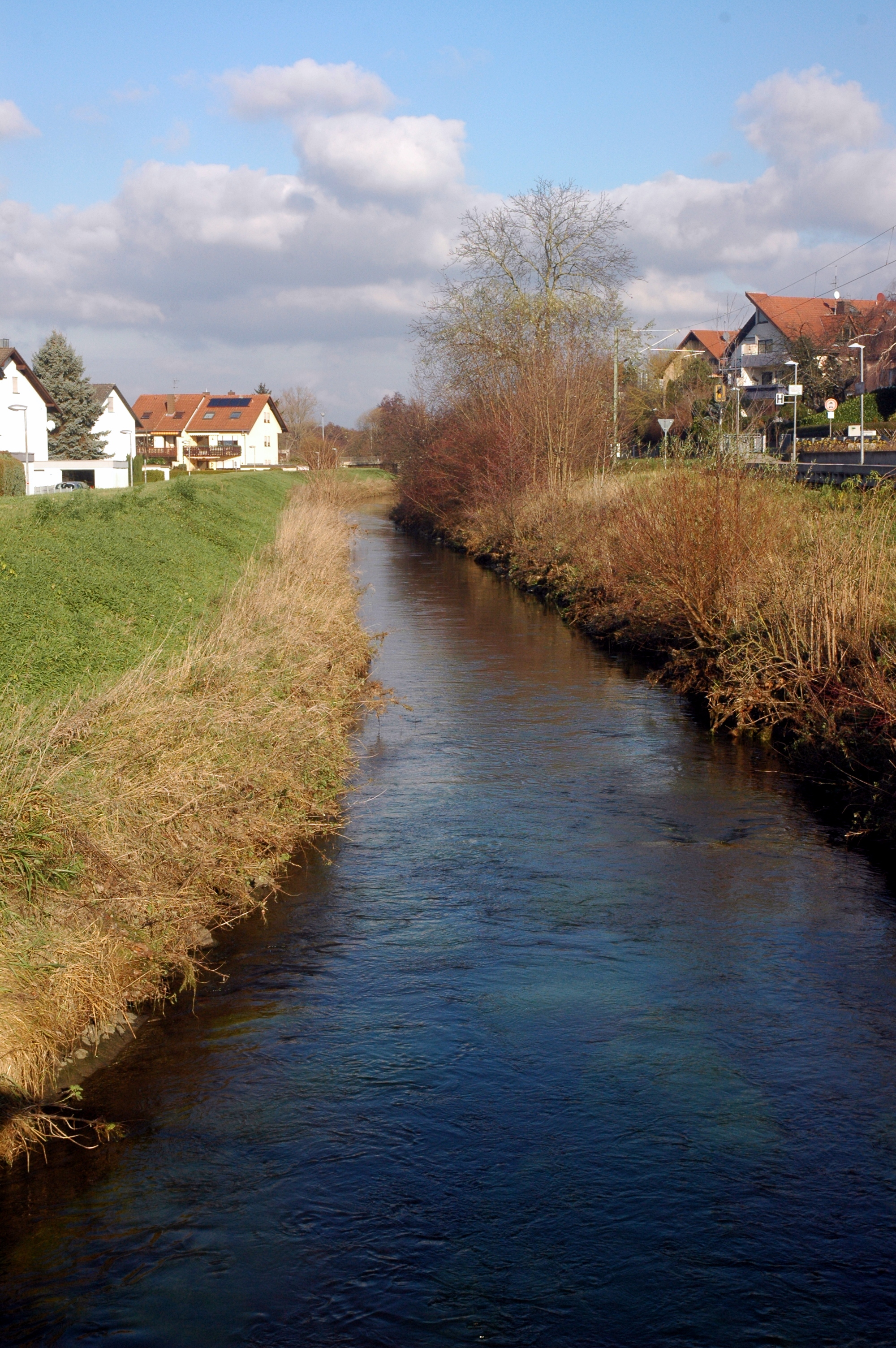
Kraichbach bei Ubstadt-Weiher

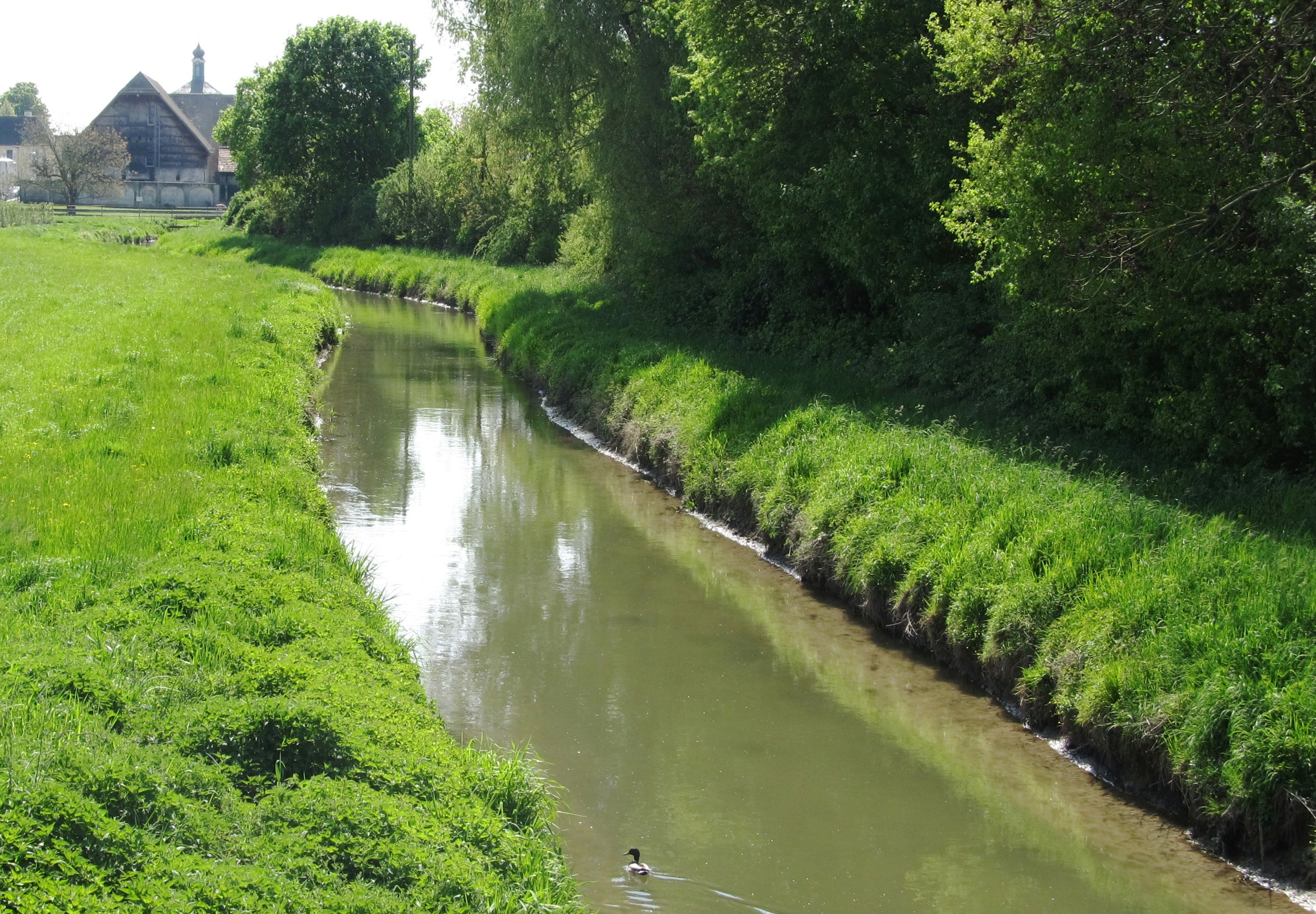
Kraichbach bei Bad Schönborn

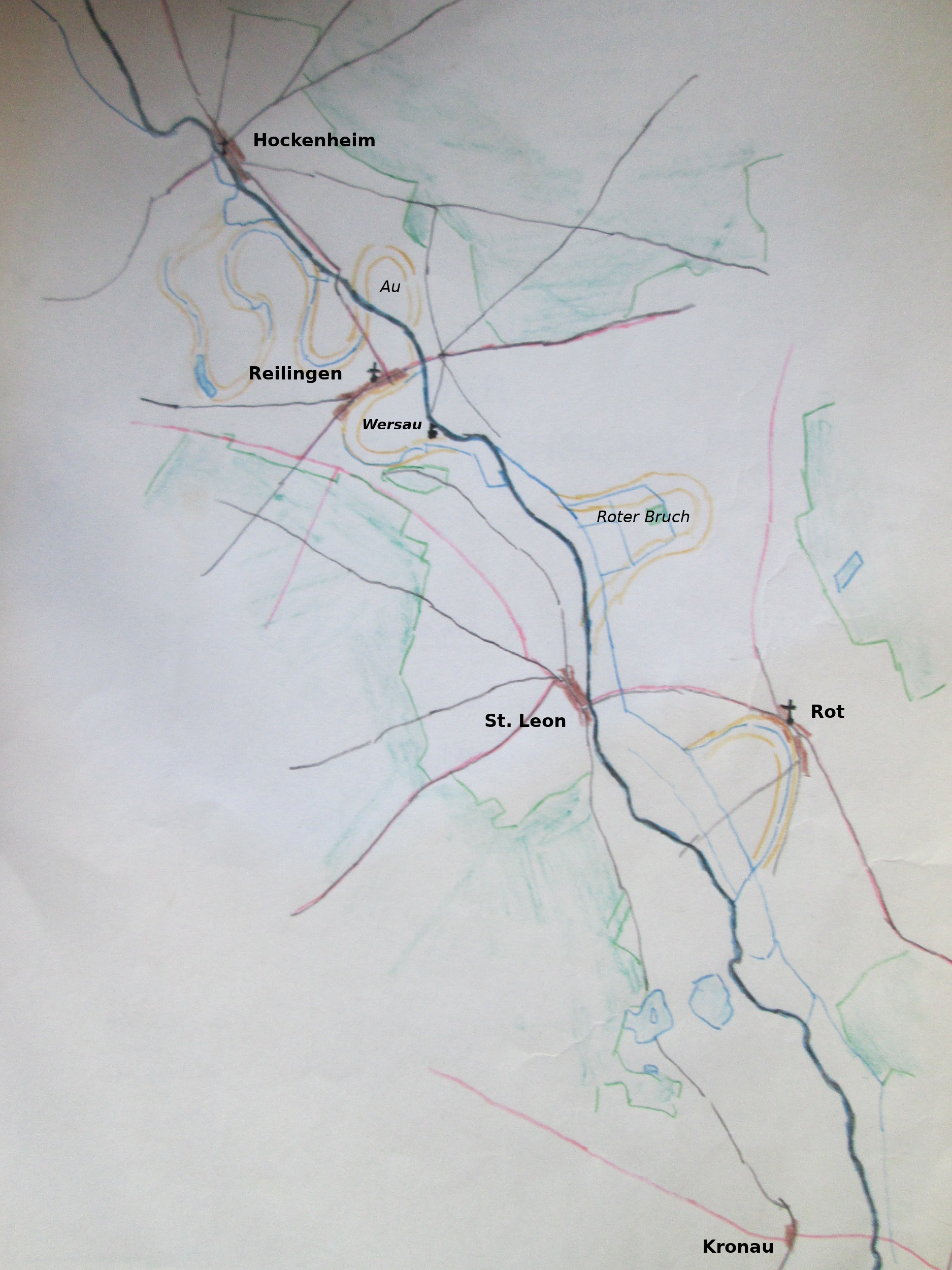
Frühere Mäander zwischen Kronau und Hockenheim

Der Kraichbach verläuft im zweiten Arm Richtung Nordwesten und Hockenheim. Dieser Arm weist ausgeprägte, große mäanderförmige Niederungen auf, die sich bis zu drei Meter tief in die Hardtebenen eingeschnitten haben. Diese Mäander sind eines der Hauptargumente für die Annahme, dass es am Rand der Rheinebene einen größeren Fluss gegeben hat, der von Gottfried Tulla 1822 als Ostrhein und von Hans Thürach 1912 als Kinzig-Murg-Fluss bezeichnet wurde. Neuere Untersuchungen konnten drei Mäandergenerationen identifizieren. Demnach war die Bildung der großen Mäander im Alleröd bereits abgeschlossen. Im Mittel- bis Spätholozän durchbrach der Fluss sämtliche Mäanderhälse, so dass ein weitgehend gestreckter Gewässerverlauf entstand. In hochauflösenden Digitalen Geländemodellen (DGM) ist erkennbar, dass der vom Kraichbach durchflossene Arm der jüngere ist, da er in Strukturen des nach Norden gerichteten Arms einschneidet. In den Hardtebenen beidseits der Niederung zwischen Mingolsheim und Hockenheim sind im DGM weitere, ältere, bogenförmige Rinnen identifizierbar.
Heute verläuft der Kraichbach in der Kinzig-Murg-Rinne von Dämmen eingefasst in Hochlage; zum Teil liegt der Wasserspiegel über dem Geländeniveau. Die auch bei anderen Fließgewässern der Region übliche Hochlage dürfte Folge des bereits für das Spätmittelalter belegbaren „Bachputzens“ sein. Dabei wurde die hohe Sedimentfracht aus dem Kraichgau, oft Löss, aus dem Gerinne ausgehoben und am Ufer abgelagert, so dass in einem jahrhundertelangen, kaum geplanten Prozess die heutige Hochlage entstand.
Da der Kraichbach durch seine Hochlage nicht mehr zur Entwässerung der Kinzig-Murg-Rinne beitrug, entstanden parallele Entwässerungsgräben. Östlich des Kraichbachs waren dies der Bruhraingraben und der Adäckergraben, die später unter dem Namen Landgraben verbunden und an den weiter nördlich verlaufenden Kehrgraben (zeitweise auch Kahlbach genannt) angeschlossen wurden. Um das Gebiet südlich von Mingolsheim zu entwässern, war der Bau einer Gewässerkreuzung unter dem bei Mingolsheim in Hochlage in den Kraichbach mündenden Kleinen Bach notwendig. Westlich des Kraichbachs verlief der Kronauer Landgraben, von dem heute nur noch wenige trockenliegende Teilstücke vorhanden sind. Er unterquerte zwischen Kronau und Rot den Kraichbach, überquerte dann den Kehrgraben, verlief unter dem Namen Kirrgraben am Rande des Mäanders bei Rot und diente gleichermaßen der Wasserversorgung wie auch der Abwasserentsorgung dieses Ortes. Neben diesen Hauptgräben bestanden zahlreiche kleinere Gräben.
Auf dem Gemarkungsgebiet von Ubstadt-Weiher zweigt bei Stettfeld der Kriegbach in Richtung Westen ab, der das Waldgebiet der Lußhardt nordwestlich durchquert und bei Altlußheim in den Rhein mündet. Der Kriegbach dient primär der Hochwasserentlastung des Kraichbachs; die abgezweigte Wassermenge kann durch zwei Wehre gesteuert werden. Es sind keine schriftlichen Quellen bekannt, aus denen Zeitpunkt und Anlass dieser Bachteilung hervorgehen.

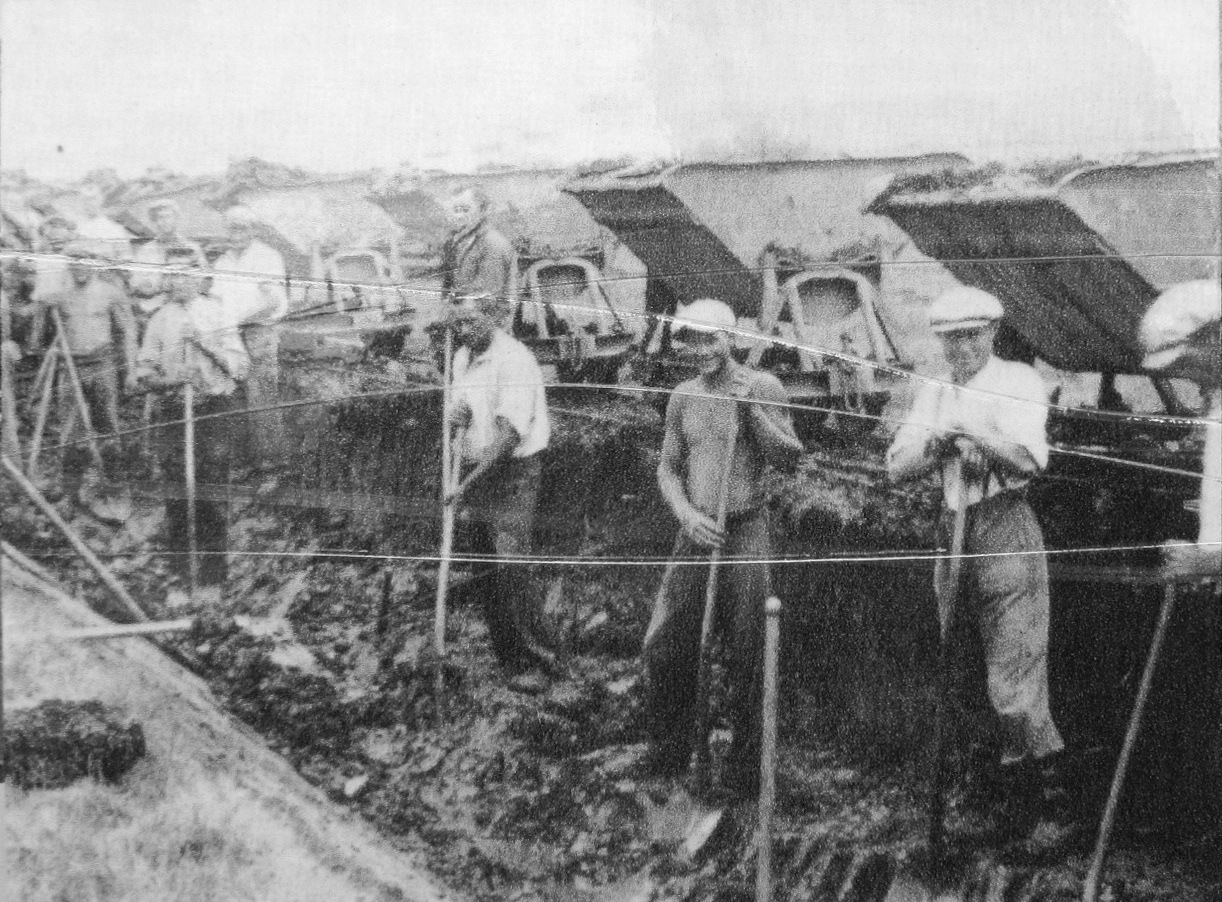
Arbeitsdienstleistende des Reichsarbeitsdienstes bei Entwässerungsarbeiten im Roter Bruch bei Walldorf (1935/6)

Ein Bericht der Großherzoglichen Kulturinspektion von 1887 vergleicht den Kraichbach mit einem von Dämmen eingeschlossenen Mühlkanal. Das Bachbett sei verschlammt und zu eng. Schon kleine Hochwässer führten zu Überschwemmungen, bei denen das Wasser lange auf den Wiesen und Äckern stehen bleibe. Zwischen 1889 und 1891 wurden die Dämme am Kraichbach repariert und das Bachbett ausgehoben. Dennoch kam es bis in die 1930er Jahre zu Überschwemmungen.
Für die Kultivierung der Kraichbachniederung bei St. Leon und Rot war seit dem späten 19. Jahrhundert die Kehr- und Landgrabengenossenschaft zuständig. Die heutige Gewässerstruktur der nördlichen Kraichbachniederung im Gebiet zwischen Hockenheim und Walldorf wird maßgeblich geprägt von Meliorationsarbeiten, die in der Zeit des Nationalsozialismus durch den Reichsarbeitsdienst (RAD) durchgeführt wurden. Dabei wurden von mehreren Tausend Arbeitsdienstleistenden mehrere Bäche komplett verlegt und zahlreiche Abzugsgräben neu gezogen. In dem zwischen Mingolsheim und Wiesloch gelegenen Arm der Kinzig-Murg-Rinne wurde die Fließrichtung von Gräben umgekehrt, so dass sich das Einzugsgebiet des Kraichbachs auf Kosten des Leimbachs vergrößerte.
Die vom RAD ausgeführten Arbeiten beruhten auf Planungen, die ab 1882 erarbeitet wurden, auf Grund fehlender finanzieller und technischer Mittel aber nicht verwirklicht werden konnten. Durch die kaum über dem Arbeitslosengeld liegende Bezahlung der Arbeitsdienstleistenden kosteten die Maßnahmen der Kehr- und Landgrabengenossenschaft 321.000 RM statt der bei konventioneller Vergabe erwarteten 866.000 RM.
Bei Hockenheim tritt der Kraichbach in die Nördliche Oberrheinniederung ein, die örtlich meist als Tiefgestade bezeichnete Talaue des Rheins. Der heutige Lauf des Kraichbachs bildet die nördliche Grenze eines als Hockenheimer Rheinbogen bezeichneten Gebiets, das sich bis Altlußheim erstreckt. Noch um 1840 mündete der Kraichbach weiter südlich ungefähr beim heutigen Flugplatz Herrenteich in den Rhein. Der damalige Gewässerverlauf entspricht der heutigen Alten Kraichbach, nutzte dann aber die nördliche Fortsetzung des alten Rheinmäanders, durch die heute noch der Kotlachgraben fließt. Die heutige Kraichbachmündung war 1840 die Mündung des Hardtbachs, ein Entlastungskanal des Leimbachs, der heute ein Zufluss des Kraichbachs ist. Das Zwischenstück zwischen dem Abzweig der Alten Kraichbach und der Mündung des Hardtbachs firmierte 1840 noch unter dem Namen Seebach.
Der Seebach war ein Zweigarm des Kraichbachs und diente ursprünglich der Speisung des Karl-Ludwig-Sees, der unter dem pfälzischen Kurfürsten Karl Ludwig (1617–1680) als Fischteich auf einem Wiesengelände angelegt wurde. Seinerzeit bestand die Möglichkeit, bei abziehenden Rheinhochwasser in Geländesenken zurückbleibende Fische in Mengen zu fangen, die kaum konsumierbar waren. Hier sollte der Karl-Ludwig-See mangels anderer Frischhaltemethoden Abhilfe schaffen. Der zeitweise reichen Ertrag abwerfende See wurde 1730 wieder trockengelegt.
Wie auch in der Kinzig-Murg-Rinne und, in geringerem Umfang, im Kraichgau wurde der Kraichbach im Hockenheimer Rheinbogen zur Wiesenwässerung genutzt. Ab 1840 fand die sogenannte Rückenbewässerung Anwendung, bei der zwei ineinander greifende rechenförmige Grabensysteme zur Be- und Entwässerung angelegt wurden. Es entstand das technisch wie organisatorisch ausgefeilteste Bewässerungssystem der Region, in dem die damals neuesten Erkenntnisse der als „Wiesenbaukunst“ bezeichneten Wissenschaft Anwendung fanden. Im 20. Jahrhundert wurden die Wässerwiesen trockengelegt und häufig zu Äckern umgebrochen. Viele Gräben lagen in den 1990er Jahren trocken, die Mündungsstrecke des Kraichbachs war kanalisiert.

### Zuflüsse und Seen
Hierarchische Liste der Zuflüsse und  Seen von der Quelle zur Mündung. Gewässerlänge, Seefläche und Höhe nach den entsprechenden Layern auf der Onlinekarte der LUBW. Andere Quellen für die Angaben sind vermerkt.
Quelle des Kraichbachs im Trinkwald südlich von Sternenfels auf etwa 299 m ü. NHN.
- Speist neben dem Kraichwald auf unter 270 m ü. NHN den Trinkwaldsee, 0,34 ha.
- (Kürzerer Quellast), von rechts im Trinkwaldsee, ca. 0,5 km. Vom Quellstein auf etwa 295 m ü. NHN an der Grundschule in Sternenfels am Kraichweg her.
- Speist auf 244,2 m ü. NHN[LUBW 8] den Kraichsee, 0,856 ha.
- Hundsaich, von rechts östlich von Oberderdingen unterhalb der Ölmühle auf 181,5 m ü. NHN[LUBW 8], 1,451 km.
- Froschgraben, von links in Oberderdingen zwischen Haupt- und Bachstraße auf etwa 176 m ü. NHN, 2,811 km. Entsteht aus feldwegbegleitenden Gräben südlich und südwestlich des Dorfs, dort teils verdolt.
- Mühlkanal der Unteren Mühle, nach dem Dorf, 0,83 km.
- Zigeunergraben, von links gegenüber dem Hockenberg auf etwa 166 m ü. NHN, 2,283 km. Entspringt im östlichen Hochwald aus dem Zigeunerbrunnen an einem kleinen Waldteich auf etwa 195 m ü. NHN, danach meist feldwegbegleitend.
- Durchfließt auf etwa 165 m ü. NHN oberhalb der Bundesstraße 293 das nicht dauereingestaute Rückhaltebecken Kraichbach mit einem gewöhnlichen Hochwasserrückhalteraum von 64.800 m³.[17]
- Kohlbach, von rechts und Osten in Oberderdingen-Flehingen beim Wasserschloss auf knapp 160 m ü. NHN, 11,593 km und 46,899 km². Ist über 2 km länger als der Kraichbach-Oberlauf am Zufluss.
- Bolenzer Graben, von links kurz vor Ortsende von Flehingen auf etwa 158 m ü. NHN, 1,478 km.
- (Zufluss aus dem Götzengrund), von rechts vor der Flehinger Kläranlage auf etwa 156 m ü. NHN, 2,284 km.
- Bauerbach, von links an der Kläranlage auf etwa 155 m ü. NHN, 4,197 km.
- Hundseich aus dem Diebsgrund, von rechts an der Brettener Hagenmühle auf etwa 153 m ü. NHN, 1,554 km.
- Mühlkanal in Kraichtal-Gochsheim, 0,456 km.
- Börsbach, von rechts wenig nach Gochsheim auf 140,7 m ü. NHN, 3,8 km allein und 8,5 km zusammen mit seinem linken Oberlauf Eschbach sowie 22,5 km².
- Weiherbach, von rechts noch vor der Markungsgrenze von Kraichtal-Münzesheim auf etwa 140 m ü. NHN, 4,291 km.
- Oberacker Dorfbach, von links am Umspannwerk am Ortseingang von Münzesheim auf etwa 137 m ü. NHN, 1,686 km.
- Haubruchgraben, von links vor dem Ortskern von Münzesheim auf etwa 135 m ü. NHN, 2,462 km.
- Fürtbruch, von links vor dem Ortsende von Münzesheim auf etwa 133 m ü. NHN, 1,83 km.
- Ohlsbach, von links gegenüber dem Wendelswald auf etwa 132 m ü. NHN, 1,683 km.
- Klumpbrunnbach, von links nahe der Schwefelquelle im Naturschutzgebiet auf etwa 130 m ü. NHN, 1,406 km.
- Neuenbürger Bächle, von rechts im Naturschutzgebiet auf etwa 128 m ü. NHN, 3,985 km.
- Oberöwisheimer Dorfbach, am Ober- und Mittellauf Kleiner Kraichbach, von rechts am Haltepunkt Oberöwisheim der Kraichtalbahn auf etwa 127 m ü. NHN, 7,2 km und 8,9 km².
- Rußgraben, von links in den Ubstadter Bruchwiesen der Gemeinde Ubstadt-Weiher auf etwa 118 m ü. NHN, 1,52 km.
- Passiert auf etwa 113 m ü. NHN direkt oberhalb der Mündung des Berzbachs das nicht dauereingestaute Rückhaltebecken Silzenwiesen mit einem gewöhnlichen Hochwasserrückhalteraum von 990.000 m³.[18] Das Rückhaltebecken entleert über Unterfeldgraben und Duttlacher Graben zum Kriegbach.
- Berz oder Berzbach, von rechts beim Bahnhof Ubstadt-Ort, 1,7 km.

Dort tritt der Kraichbach-Lauf nach rund der Hälfte seines Laufes in die Oberrheinische Tiefebene ein und zieht zunächst an deren rechtem Rand nach Norden.
- Hollergraben, von rechts am Nordrand von Ubstadt, 0,529 km.
- Grenzgraben, nach oder von links zum Kriegbach-Zulauf Gießgraben durch Weiher zwischen Ubstadt und Stettfeld, 1,253 km.
- Katzbach, von rechts durch Stettfeld beim Stettfelder Sand auf um 108 m ü. NHN, 17,038 km.
- → Abgang des Kriegbachs, nach links und Nordwesten gleich danach an der Herdweg-Brücke auf unter 108 m ü. NHN, 18,288 km. Mündet bei Altlußheim von rechts in den Rhein.
- Kleiner Bach, von rechts und Osten durch den Bad Schönborner Ortsteil Mingolsheim kommend und den Kehrbach querend vor der Kronauer Kläranlage, 10,659 km.
- Passiert auf etwa 105 m ü. NHN kurz nach der Mündung des Kleinen Bachs den nicht dauereingestauten Polder Bad Schönborn/Kronau mit einem gewöhnlichen Hochwasserrückhalteraum von 116.800 m³.[19] Der Polder entleert über den Kehrgraben.

Anschließend löst sich der Kraichbach vom rechten Rand der Rheinebene und zieht dann ungefähr nordwestlich zur Mündung.
- Kehrgraben, im Oberlauf Landgraben, von rechts beim St. Leoner See nördlich von St. Leon, 13,011 km. Läuft schon etwas vor dem Kriegsbach-Abgang rechts parallel und sammelt einige Zuflüsse.
- (Abzug des Kieswerksees und St. Leoner Sees), von links an der Schlossmühle von Reilingen auf unter 102 m ü. NHN, 1,321 km.
- → Abgang des Alten Kraichbachs, nach links in den Hockenheimer Bachwiesen jenseits der B 36, 3,555 km. Vereint sich westlich der Anschlussstelle Hockenheim der A 61 von rechts mit dem etwas längeren linken Gießengraben, der dann als Kotlachgraben 2,447 km später an der Speyerer Brücke der A 61 bei Hockenheim-Siegelhain von rechts in den Rhein mündet.
- Hardtbach, von rechts bei Ketsch-Seehaus, 12,979 km. Ein Entlastungskanal des Leimbachs durch die Schwetzinger Hardt, der von diesem östlich von Walldorf nach links abgeht.

Mündung des Kraichbachs westlich von Ketsch in den dortigen rechten Altrheinarm, der 4,35 km weiter abwärts in den Rhein zurückfließt.

## Fauna, Schutzgebiete
Der Kraichbach bildet unter anderem für Eisvögel einen Lebensraum. Er durchläuft auf seinem Weg zum Rhein mehrere Naturschutzgebiete:
1. Kraichbach- und Weiherbachaue (NSG-Nummer 2154) zwischen den Ortsteilen Gochsheim und Münzesheim der Stadt Kraichtal.
2. Kraichbachniederung (NSG-Nummer 2073) beim Ortsteil Oberöwisheim der Stadt Kraichtal.
3. Bruch bei Stettfeld  (NSG-Nummer 2072), zwischen den Ortsteilen Weiher und Stettfeld der Gemeinde Ubstadt-Weiher.
4. Mehrere Teilgebiete des Naturschutzgebiets Hockenheimer Rheinbogen (NSG-Nummer 2128) berühren den Kraichbach.

## Sehenswertes

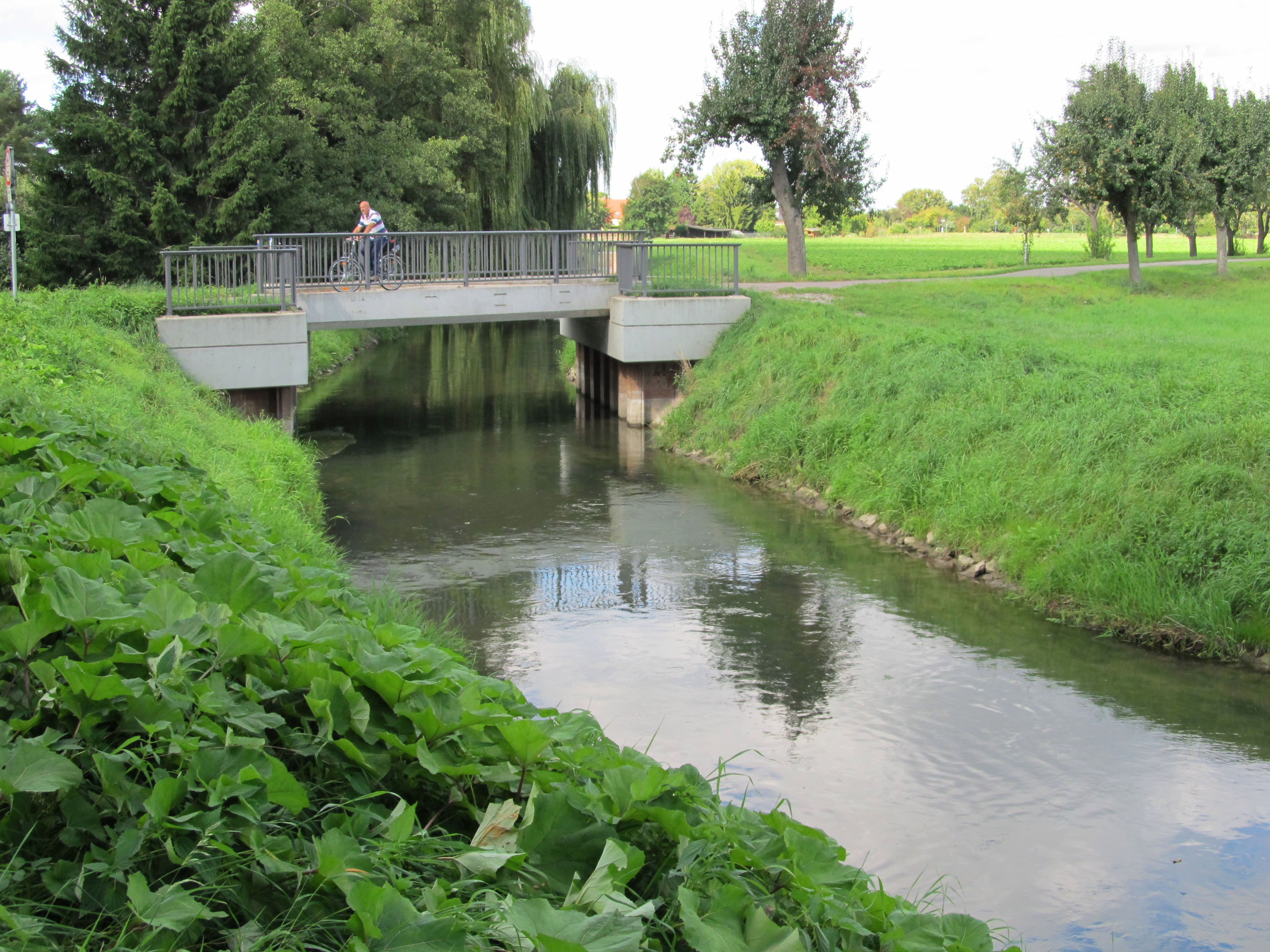
Kraichbach bei Reilingen, an der Burg Wersau

Seit Mai 2017 existiert der Kraichradweg, der den Kraichbach von der Quelle bis zur Mündung begleitet.
Sehenswürdigkeiten entlang des Flusslaufs sind unter anderem die malerische Altstadt von Gochsheim mit dem Graf-Eberstein-Schloss, das Schloss Kislau in Bad Schönborn (heutige Justizvollzugsanstalt), die ehemalige Burg Wersau und die Stadt Hockenheim mit dem Tabakmuseum und dem bekannten Hockenheimring.
In einem der Mäander liegt der heutige Baggersee Reilingen, hier wurde Kies abgebaut, wobei Fundstücke des Homo erectus reilingensis entdeckt wurden. Der Fund wird im Staatlichen Museum für Naturkunde Stuttgart aufbewahrt, eine Abformung des Schädels befindet sich im Reilinger Heimatmuseum.

### LUBW
Amtliche Online-Gewässerkarte mit passendem Ausschnitt und den hier benutzten Layern: Karte von Lauf und Einzugsgebiet des Kraichbachs

Allgemeiner Einstieg ohne Voreinstellungen und Layer: Daten- und Kartendienst der Landesanstalt für Umwelt Baden-Württemberg (LUBW) (Hinweise)
1. 1 2 3  Höhe nach dem Höhenlinienbild auf dem Hintergrundlayer Topographische Karte.
2. ↑  Länge nach dem Layer Gewässername.
3. 1 2  Länge nach dem Layer Gewässernetz (AWGN).
4. ↑  Einzugsgebiet nach dem Layer Aggregierte Gebiete 05.
5. ↑  Name nach dem Layer Gewässername.
6. ↑  Querprofile
südlich von Stettfeld,
nördlich von Stettfeld,
nördlich von Kronau,
erzeugt aus dem Digitalen Geländemodell des Online-Kartenservers der LUBW.
7. ↑  Seefläche nach dem Layer Stehende Gewässer.
8. 1 2  Höhe nach blauer Beschriftung auf dem Hintergrundlayer Topographische Karte.
9. ↑  Schutzgebiete nach den einschlägigen Layern, Natur teilweise nach dem Layer Biotop.

### Andere Belege
1. ↑  Josef Schmithüsen: Geographische Landesaufnahme: Die naturräumlichen Einheiten auf Blatt 161 Karlsruhe. Bundesanstalt für Landeskunde, Bad Godesberg 1952. → Online-Karte (PDF; 5,1 MB)
2. ↑  Deutsches Gewässerkundliches Jahrbuch Rheingebiet, Teil I 2009 Landesanstalt für Umweltschutz Baden-Württemberg, S. 100, abgerufen am 7. März 2021 (PDF, deutsch).
3. ↑  Die Bachputzordnung von 1775 für den rechtsrheinischen Teil des Hochstifts Speyer [mit Kommentaren]. In: Dieter Hassler (Hrsg.): Wässerwiesen: Geschichte, Technik und Ökologie der bewässerten Wiesen, Bäche und Gräben in Kraichgau, Hardt und Bruhrain. Verlag Regionalkultur, Ubstadt-Weiher 1995, ISBN 3-929366-20-7, S. 396–402, hier S. 399.
4. ↑  Albrecht Greule: Deutsches Gewässernamenbuch. Etymologie der Gewässernamen und der dazugehörigen Gebiets-, Siedlungs- und Flurnamen. De Gruyter, Berlin 2014, ISBN 978-3-11-019039-7, S. 281.
5. ↑  Michael Hassler: Der „Ostrhein“. Der untere Kraichbach von Kislau bis Hockenheim. In: Hassler, Wässerwiesen, S. 336–339, hier S. 337.
6. ↑  Ingmar Holzhauer: Landschaftsgeschichte und menschlicher Einfluss im Umfeld der Schwetzinger Hardt seit dem Würm-Hochglazial. Dissertation, Heidelberg 2013, S. 170–172 Digitalisat auf der Website der Universitätsbibliothek Heidelberg, PDF-Datei, 13,4 MB.
7. ↑  Elena Beckenbach: Geologische Interpretation des hochauflösenden digitalen Geländemodells von Baden-Württemberg. Dissertation, Universität Stuttgart 2016, S. 148–157 (doi:10.18419/opus-8846).
8. ↑  Dieter Hassler: Tausend Jahre Mühe und kein Ende. Die Geschichte des Bachbaus in Kraichgau, Hardt und Bruhrain. In: Hassler, Wässerwiesen, S. 40–61, hier S. 42.
9. ↑  Michael Hassler: Die „Kraichbachaue“: Die Randsenke zwischen Bruchsal und Kislau. In: Hassler, Wässerwiesen, S. 320–324, hier S. 320;
Michael Hassler: Der „Ostrhein“. Der untere Kraichbach von Kislau bis Hockenheim. In: Hassler, Wässerwiesen, S. 336–339, hier S. 337.
10. ↑  Dieter Hassler: Tausend Jahre Mühe und kein Ende. Die Geschichte des Bachbaus in Kraichgau, Hardt und Bruhrain. In: Hassler, Wässerwiesen, S. 40–61, hier S. 56.
11. ↑  Dieter Hassler: Wiesenwässerung am unteren Kraichbach. In: Hassler, Wässerwiesen, S. 339–345, hier S. 345.
12. ↑  Dieter Hassler: Tausend Jahre Mühe und kein Ende. Die Geschichte des Bachbaus in Kraichgau, Hardt und Bruhrain. In: Hassler, Wässerwiesen, S. 40–61, hier S. 58;
Michael Hassler: Der „Ostrhein“. Der untere Kraichbach von Kislau bis Hockenheim. In: Hassler, Wässerwiesen, S. 336–339, hier S. 336.
13. ↑  Karte in Hassler, Wässerwiesen, S. 356.
14. ↑  Dieter Hassler: Wiesenwässerung am Insultheimer Hof und im Hockenheimer Rheinbogen. In: Hassler, Wässerwiesen, S. 346–355, hier S. 347, 349.
15. ↑  Dieter Hassler: Wiesenwässerung am Insultheimer Hof und im Hockenheimer Rheinbogen. In: Hassler, Wässerwiesen, S. 346–355, hier S. 349–355.
16. ↑  Michael Hassler: Der Hockenheimer Rheinbogen heute. Entwicklungspotential für die Natur? In: Hassler, Wässerwiesen, S. 355.
17. ↑  Steckbrief HRB Kraichbach  bei der LUBW (Abgerufen am 25. Juni 2019).
18. ↑  Steckbrief HRB Silzenwiesen  bei der LUBW (Abgerufen am 25. Juni 2019).
19. ↑  Steckbrief Polder Bad Schönborn/Kronau  bei der LUBW (Abgerufen am 25. Juni 2019).
20. ↑  Homo erectus reilingensis - Der Reilinger Urmensch. auf der Website der Gemeinde Reilingen (Abgerufen am 27. Juni 2019).